# Johann Hieronymus Schröter
Johann Hieronymus Schröter (eller Schroeter), född 30 augusti 1745 i Erfurt, död där 29 augusti 1816, var en tysk astronom.
Schröter var sedan 1778 oberamtmann i Lilienthal, nära Bremen, där han åt sig inrättade ett privatobservatorium, på vilket bland annat Harding och Bessel arbetat. Han utförde undersökningar av månytans topografi och flera av planeterna. Hans bestämningar av Merkurius och Venus rotation gällde som riktiga, ända tills Schiaparelli på nytt tagit upp denna fråga till ingående behandling. År 1794 blev Schröter ledamot av kungliga vetenskapsakademien. Under kriget 1813 blev hans observatorium plundrat av de franska trupperna och samtliga exemplar av flera hans på egen bekostnad tryckta verk uppbrända. Han återvände då till Erfurt.
Schröter gav namn åt berget Mons Pico på månen. 

## Eftermäle
Nedslagskratrarna Schröter på månen och Schroeter på planeten Mars har fått sina namn efter honom. Han har även fått asteroiden 4983 Schroeteria uppkallad efter sig.